# Timmy Simons
Timmy Simons (Diest, provincia del Brabante Flamenco, Flandes, Bélgica, 11 de diciembre de 1976) es un exfutbolista y entrenador belga. Jugaba de centrocampista y su último equipo fue el Club Brujas de la Jupiler Pro League.
Es el entrenador del FCV Dender EH desde 2023.

## Selección nacional
Ha sido internacional con la Selección nacional de fútbol de Bélgica, ha jugado 94 partidos internacionales y ha anotado 6 goles.

## Participaciones en Copas del Mundo
| Mundial                        | Sede                | Resultado        |
| ------------------------------ | ------------------- | ---------------- |
| Copa Mundial de Fútbol de 2002 | Corea del Sur Japón | Octavos de final |

## Clubes

### Como jugador
| Club            | País         | Año       |
| --------------- | ------------ | --------- |
| K.V.S.K. United | Bélgica      | 1998-2000 |
| Club Brujas     | Bélgica      | 2000-2005 |
| PSV Eindhoven   | Países Bajos | 2005-2010 |
| F.C. Núremberg  | Alemania     | 2010-2013 |
| Club Brujas     | Bélgica      | 2013-2018 |

### Como entrenador
| Club          | País    | Año           |
| ------------- | ------- | ------------- |
| Zulte Waregem | Bélgica | 2021-2022     |
| FCV Dender EH | Bélgica | 2023-presente |